# نولينسك
نولينسك (بالروسية: Нолинск) هي إحدى مدن روسيا في الكيان الفدرالي الروسي كيروف أوبلاست.